# 발렌시아가
발렌시아가(Balenciaga)는 프랑스의 명품 브랜드이다. 스페인의 패션 디자이너 크리스토발 발렌시아가가 세웠다.